# Achipteria
Achipteria är ett släkte av kvalster. Achipteria ingår i familjen Achipteriidae.

## Dottertaxa tillAchipteria, i alfabetisk ordning[1]
- Achipteria acuta
- Achipteria alpestris
- Achipteria armata
- Achipteria bentonensis
- Achipteria bicarinata
- Achipteria borealis
- Achipteria catskillensis
- Achipteria clarencei
- Achipteria coleoptrata
- Achipteria cucullata
- Achipteria curta
- Achipteria elegans
- Achipteria hasticeps
- Achipteria holomonensis
- Achipteria imperfecta
- Achipteria italica
- Achipteria languida
- Achipteria longesensillus
- Achipteria longisetosa
- Achipteria minuta
- Achipteria moderatior
- Achipteria nuda
- Achipteria oregonensis
- Achipteria oudemansi
- Achipteria praeoccupata
- Achipteria quadridentata
- Achipteria regalis
- Achipteria sellnicki
- Achipteria serrata
- Achipteria setulosa
- Achipteria sumatrensis
- Achipteria verrucosa